# Sette Sacramenti (Poussin)

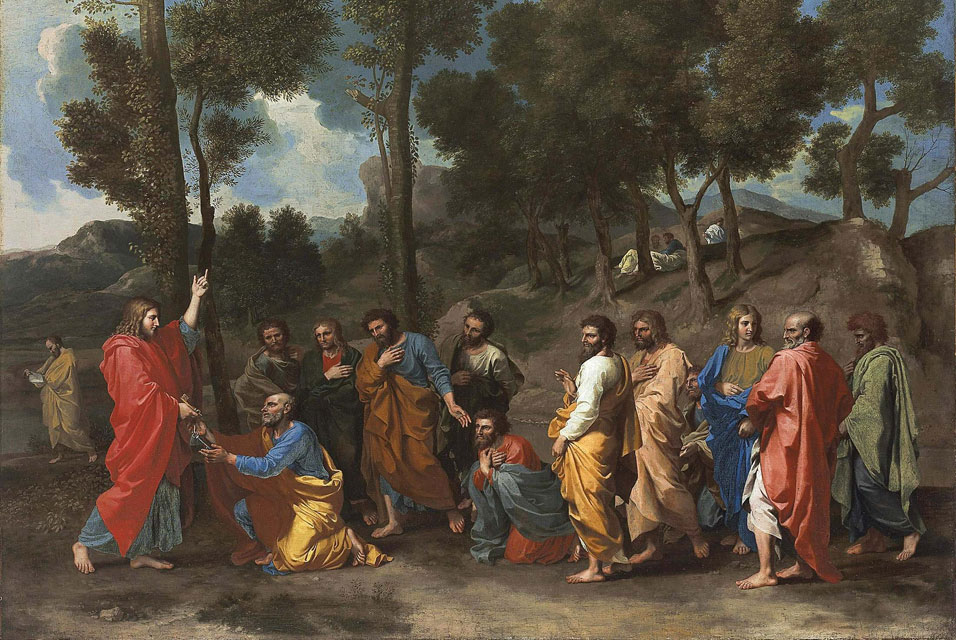
Ordine Sacro, dalla prima serie

I Sette Sacramenti sono due serie di dipinti raffiguranti i Sette Sacramenti, realizzate dall'artista francese Nicolas Poussin.

## Prima serie

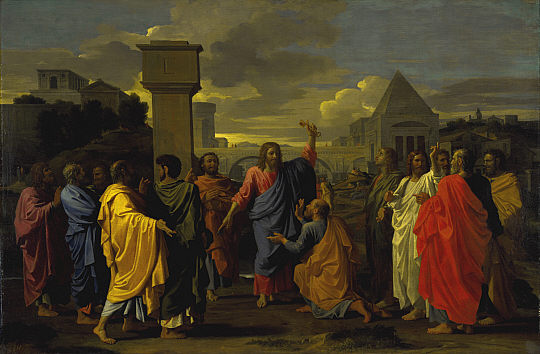
Ordine Sacro, dalla seconda serie

Dipinta tra il 1637 e il 1640, la prima serie fu commissionata da Cassiano del Pozzo, nella seconda metà degli anni trenta del XVII secolo ed in seguito venduta ai Duchi di Rutland nel 1784. Uno dei sette dipinti, Confessione, fu distrutto in un incendio al Belvoir Castle dei duchi di Rutland nel 1816, mentre il dipinto Battesimo fu acquistato dalla National Gallery of Art di Washington nel 1939, dove tuttora si trova. I restanti cinque erano ancora al Belvoir Castle quando Anthony Blunt scrisse il suo inventario nel 1966 e successivamente sono stati in mostra alla National Gallery, a Londra. I cinque dipinti sono stati rimossi dal museo nel novembre del 2010, prima dell'8 dicembre di quell'anno, giorno della tentata vendita del dipinto Ordine Sacro.  Quest'ultimo è stato infine comprato dal Kimbell Art Museum per la cifra di 24.3 milioni di dollari ed è stato mostrato nel suddetto il 14 settembre 2011. Il Fitzwilliam Museum di Cambridge nel 2013 ha acquistato Unzione degli Infermi dai duchi di Rotland, i quali mantengono la proprietà delle restanti tre opere della serie.
Le immagini di seguito elencate sono le opere della prima serie:
1. Battesimo (immagine)
2. Ordine Sacro (immagine)
3. Confermazione (immagine)
4. Penitenza (immagine)
5. Eucaristia (immagine)
6. Matrimonio (immagine)
7. Unzione degli infermi (immagine)

## Seconda serie
La seconda serie fu dipinta per Paul Fréart de Chantelou negli anni tra il 1644 e il 1648 e fu acquistata da Francis Egerton, terzo duca di Bridgewater, nel 1798. I dipinti arrivarono a possederli per discendenza i Conti di Ellesmere, l'ultimo dei quali divenne Duca di Sutherland nel 1964. L'intera seconda serie è attualmente è in prestito alla National Gallery of Scotland, a Edimburgo, come parte del Lascito Bridgewater.